# Moon Lau
Moon Lau Pui-yuet (traditionell kinesiska: 劉佩玥; förenklad kinesiska: 刘佩玥), född 9 september 1989, är en skådespelerska i Hongkong, verksam på Television Broadcasts Limited (TVB). Hon blev tvåa i skönhetstävlingen Miss Hong Kong 2013.